# Вісенте Бласко Ібаньєс
Вісе́нте Бла́ско Іба́ньєс (ісп. Vicente Blasco Ibáñez; нар. 29 січня 1867, Валенсія — пом. 28 січня 1928, Ментона) — іспанський письменник і політичний діяч, автор оповідань, повістей, романів.

## З біографії
Відомий також як перекладач Е. Золя, А. Франса, Л. Толстого, М. Горького. У ранніх романах «Одчайдушне життя» (1894), «Травнева квітка» (1895), «Проклятий хутір» (1898), «Мул і очерет» (1902) зобразив побут і тяжке життя простих людей Іспанії. У подальших творах, хоч і позначених натуралізмом, Бласко Ібаньєс ставив гострі соціальні й психологічні проблеми («Толедський собор», 1903; «Вторгнення», 1904; «Кров і пісок», 1908, та ін.). Після 1910 відійшов від соціальних проблем. У 1924 видав памфлет проти диктатора й короля Іспанії «Здемаскований Альфонс XIII», після чого змушений був емігрувати до Франції. Твори Ібаньєса перекладались багатьма мовами.
Помер у місті Ментона, Франція.

## Переклади українською
Ряд його творів вийшов окремими виданнями у перекладах В. Самійленка українською мовою — повість «Хатина», збірка «Валенсійські оповідання», памфлет «Здемаскований Альфонс XIII». Поема Самійленка «Спритний ченчик» за своїм сюжетом близька до оповідання Бласко Ібаньєса «Біля райських воріт».
- Бласко Ібаньєс В. Твори. — Х.;К.: Книгоспілка, 1930. Переклад М. Іванов: Т.2: Серед померанцьових дерев. — 290 с.

Т.3: Травнева квітка. — 188 с.
- «Стіна», новела. Микола М. Палій. Палкою кров'ю (збірка новел). Видавництво Юліяна Середяка. Буенос-Айрес — 1978. 120 с.
- Здемаскований Альфонс XIII. X., 1925
- Кров і пісок. К., 1928; Твори, т. 2—3. X.—К., 1930;
- Маха гола; Кров і пісок: Романи / І. В. Бласко; Пер. з ісп. В. Шовкун. К.: Дніпро, 1980, 574 с.
- Вісенте Бласко Ібаньєс. Чотири вершники Апокаліпсиса / пер. з ісп. Олега Леська. — Л. : Апріорі, 2024. — 392 с.
- Вісенте Бласко Ібаньєс. Непроханий гість / пер. з ісп. Марія Пухлій. — Київ.: Yakaboo Publishing, 2023, — 326 с. — (Серія Галерея світової прози: європейська візія).
- паперова книга: ISBN 978-617-8222-20-8 https://www.yakaboo.ua/ua/neprohanij-gist-visente-blasko-iban-es.html
- електронна книга: ISBN 978-617-8222-20-8 https://www.yakaboo.ua/ua/neprohanij-gist.html
- аудіокнига: ISBN 978-617-8222-76-5 : https://www.yakaboo.ua/ua/neprohanij-gist-2839382.html